# Gare de Brig Bahnhofplatz
Ne doit pas être confondu avec Gare de Brigue.
La gare de Brig Bahnhofplatz (de) (aussi appelée Brig MGB sur certains documents techniques) est une gare ferroviaire située sur le territoire de la commune suisse de Brigue, dans le canton du Valais. Elle se situe dans le centre-ville, à proximité directe de la gare de Brigue.

## Situation ferroviaire
Établie à 672 mètres d'altitude, la gare de Brig Bahnhofplatz est située aux points kilométriques 0 de la ligne de Brigue MGB à Zermatt et de la ligne à écartement métrique Furka-Oberalp. Elle est dotée de quatre voies dont trois à quai ainsi que de trois quais dont deux latéraux et un central. Le quai de la voie 11 est en correspondance directe avec la gare routière Brig, Bahnhof.

## Histoire
La gare de Brig Bahnhofplatz a été ouverte en 1915 en même temps que la mise en service de la ligne ferroviaire à écartement métrique Furka-Oberalp. La gare fut remaniée en 1930 lors du prolongement de la ligne de Viège à Zermatt jusqu'à Brigue, pour le compte de la compagnie de chemin de fer Brigue-Viège-Zermatt.
À partir de 2005, des travaux ont été entrepris pour transformer la gare de Brig Bahnhofplatz afin de la rendre traversante et d'éviter le rebroussement des trains. Une nouvelle voie a également été construite entre cette gare et le village de Bitsch tandis que l'ancienne section est devenue une voie verte d'environ 2 km de longueur. Le 2 décembre 2007, le nouveau tracé du Matterhorn-Gotthard Bahn, résultant de la fusion des compagnies Furka-Oberalp et Brigue-Viège-Zermatt, en gare de Brigue fut inauguré. Ce nouveau tracé permet d'éviter la traversée de la ville de Naters en y supprimant 30 passages à niveau mais aussi d'accélérer le temps de parcours d'environ une demi-heure entre Viège et la vallée de Conches.

## Service des voyageurs

### Accueil
Gare du MGB, elle est constituée d'un quai central protégé et d'un troisième quai en cas de saturation des deux voies principales. Elle est accessible aux personnes à mobilité réduite.

### Desserte

#### Trains panoramiques
Suivant les saisons (hors automne), il circule un ou plusieurs allers-retours du train panoramique direct Glacier Express, reliant Zermatt à Saint-Moritz. Ces services, circulant sous le nom commercial Panorama Express (PE), sont exploités avec des rames tractées de voitures panoramiques et sont essentiellement destinés aux touristes et curieux voulant admirer les paysages.
- Zermatt – Brig Bahnhofplatz – Andermatt – Disentis/Mustér – Coire – Tiefencastel – Samedan – Saint-Moritz

#### Trains régionaux
La gare de Brig Bahnhofplatz est desservie toutes les heures par deux trains régionaux par sens, dont l'un relie Zermatt à Fiesch, et l'autre Brig Bahnhofplatz à Andermatt.
- R : Viège - Brig Bahnhofplatz - Betten Talstation - Fiesch - Biel (Goms) - Münster - Oberwald - Realp - Andermatt
- R : Zermatt - Täsch - Saint-Nicolas - Stalden-Saas - Viège - Brig Bahnhofplatz - Betten Talstation - Fiesch

### Intermodalité
La gare de Brig Bahnhofplatz est desservie par l'ensemble des autocars interurbains du réseau CarPostal desservant l'arrêt Brig, Bahnhof également en correspondance avec la gare de Brigue. Elle est desservie par les lignes no 511 en direction de Viège et Saas-Fee, 621 en direction de Viège par Eyholz, 622 en direction de Viège par Brigerbad, 623 vers Naters et Mund, 624 vers Naters et Blatten, 631 vers Iselle et Domodossola par le col du Simplon et 632 vers Termen et Ried-Brig.
Elle est également desservie par les quatre lignes du bus urbain local Brigue-Glis–Naters–Bitsch, à savoir la ligne 1 vers Naters et Bitsch, la ligne 2 vers Gils ainsi que les lignes 3 et 4 dans Brigue.